# Distrikt Frías
Der Distrikt Frías liegt in der Provinz Ayabaca in der Region Piura in Nordwest-Peru. Der Distrikt wurde am 2. Januar 1825 gegründet. Er hat eine Fläche von 563 km². Beim Zensus 2017 lebten 21.350 Einwohner im Distrikt. Im Jahr 1993 betrug die Einwohnerzahl 20.338, im Jahr 2007 23.005. Verwaltungssitz ist die 1696 m hoch gelegene Kleinstadt Frías mit 2020 Einwohnern (Stand 2017). Frías liegt etwa 40 km südwestlich der Provinzhauptstadt Ayabaca.

## Geographische Lage
Der Distrikt Frías liegt in der peruanischen Westkordillere im Südwesten der Provinz Ayabaca. Er hat eine Längsausdehnung in NW-SO-Richtung von knapp 40 km sowie eine maximale Breite von etwa 22 km. Die kontinentale Wasserscheide verläuft östlich des Distrikts. Das Gebiet wird nach Südwesten zum Río Piura hin entwässert.
Der Distrikt Frías grenzt im Norden an die Distrikte Sapillica und Lagunas, im Nordosten an den Distrikt Pacaipampa, im Südosten an den Distrikt Santo Domingo, im Südwesten an den Distrikt Chulucanas sowie im Westen an den Distrikt Tambogrande.